# آزادراه میشین
آزادراه می‌شین، آزادراه ناگویا-کوبه (به ژاپنی: 名神高速道路, Meishin Kōsoku-dōro) به طول ۱۹۳٫۹ کیلومتر در ژاپن قرار دارد.